# Zentrum für Psychiatrie Reichenau
Das Zentrum für Psychiatrie (ZfP) Reichenau, akademisches Lehrkrankenhaus der Universität Konstanz, ist ein psychiatrisches Fachkrankenhaus für die Fachgebiete Allgemeinpsychiatrie, Alterspsychiatrie (auch Gerontopsychiatrie genannt), Psychosomatik und Psychotherapie sowie Suchtmedizin. Darüber hinaus verfügt es über ein Wiedereingliederungsheim, ein Wohn- und Pflegeheim sowie eine Forensische Klinik. Die Versorgungsregion erstreckt sich über die Landkreise Konstanz, Tuttlingen und Waldshut. Das ZfP Reichenau ist Mitglied des Unternehmensverbunds ZfP-Gruppe Baden-Württemberg.

## Geographie
Im Ortslexikon Baden-Württemberg ist das Zentrum für Psychiatrie als Wohnplatz mit einer Bevölkerung von 200 (Stand 2010) verzeichnet. Das Zentrum befindet sich gegenüber der Insel Reichenau auf dem Festland.

## Geschichte
Das Zentrum für Psychiatrie Reichenau wurde am 11. Oktober 1913 als Großherzoglich Badische Heil- und Pflegeanstalt bei Konstanz eröffnet. Eine Einrichtung zur Behandlung von bis zu 910 Patienten in kombiniert praktizierter Psychotherapie und Sozialpsychiatrie. Erster Anstaltsdirektor war Leopold Oster (1863–1917), der um 1896 Assistent unter dem Würzburger Medizinprofessor Wilhelm Olivier von Leube gewesen war. Osters Nachfolger als Direkter der Heil- und Pflegeanstalt Reichenau bei Konstanz, Karl Wilmanns (1873–1945), erhielt bereits 1918 einen Ruf als Leiter der Psychiatrischen Universitätsklinik Heidelberg. Von 1918 bis 1924 war Johannes Klewe-Nebenius Direktor der Anstalt.
Ab 1924 wirkte Maximilian Thumm (1883–1957) als Anstaltsdirektor. Er gilt heute als bedeutender Reformer der psychiatrischen Behandlung; führte er doch die Arbeitstherapie ein und verkürzte damit merklich den Behandlungszeitraum einer großen Anzahl von Patienten. 

### Zeit des Nationalsozialismus
Maximilian Thumm wurde zu Beginn der Zeit des Nationalsozialismus, im Jahre 1933, aus politischen Gründen seines Amtes enthoben und die Anstalt der Eugenik der nationalsozialistischen Rassenhygiene untergeordnet: Neuer Anstaltsleiter wurde Arthur Kuhn (1889–1953), der kurz nach Amtsantritt der Nationalsozialistischen Deutschen Arbeiterpartei (NSDAP) beigetreten war.

#### Zwangssterilisierungen
Bereits vor Inkrafttreten des Gesetzes zur Verhütung erbkranken Nachwuchses am 1. Januar 1934 ordnete er im Spätherbst 1933 an, dass nur nichtfortpflanzungsfähige Patienten Ausgang erhielten. Ab dem Jahr 1934 wurden Zwangssterilisationen durchgeführt. Der für den Bezirk Konstanz und somit für die Reichenauer Heil- und Pflegeanstalt zuständige Amtsarzt war der damalige Leiter des Gesundheitsamtes Konstanz, Ferdinand Rechberg. Er war zugleich Beisitzer im Erbgesundheitsgericht Konstanz, bei welchem die Anstalt mehr als 1500 ehemalige Patienten und deren Angehörige anzeigte. Zwischen 1934 und 1945 fanden 1109 Verfahren statt: 610 Männer und 499 Frauen wurden zur Zwangssterilisierung verurteilt, darunter 450 bis 500 Patienten. Diese Quote war höher als sonst üblich. Kuhn folgte den Ansichten der Nazis in Bezug auf Zwangssterilisationen.
1937 verlieh das Amt Schönheit der Arbeit der Anstalt den Ehrentitel „Nationalsozialistischer Musterbetrieb“.

#### Aktion T4
Zwischen dem 7. Mai 1940 und dem 21. Februar 1941 wurden im Rahmen des so genannten „Euthanasie“-Programms „Aktion T4“ insgesamt 529 Menschen in elf Transporten mit den so genannten Grauen Bussen der Gemeinnützigen Krankentransport GmbH deportiert, 508 davon in den Tötungsanstalten Grafeneck und Hadamar ermordet. Die Transporte wurden in unterschiedlichen Personenzahlen durchgeführt. So wurden am 17. Juni 1940 91 Frauen nach Grafeneck gebracht, und am 1. Februar 1941 beim insgesamt kleinsten Transport vier Frauen, die letzten in einer Sonderaktion in allen Anstalten gesuchten jüdischen Patienten. Die „Vernichtung lebensunwerten Lebens“, die im Zweiten Weltkrieg den Massenmord am jüdischen Volk mit einschloss, hatte 1940 in den Gaskammern der Aktion T4 begonnen. Kuhn hatte während der Abtransporte bei hochgestellten Persönlichkeiten erfolglos versucht, Transporte zu stoppen.

#### Nationalpolitische Erziehungsanstalt
Nach dem Abbruch der Aktion T4 1941 wurde die Anstalt aufgelöst und die überlebenden Patienten in andere Anstalten verlegt. Das badische Innenministerium verkaufte die große Liegenschaft an das Reichsministerium für Wissenschaft, Erziehung und Volksbildung. Bereits am 2. April 1941 wurde in den ehemaligen Anstaltsgebäuden die Nationalpolitische Erziehungsanstalt Reichenau (Napola, NPEA) als Zweigstelle der NPEA Rottweil eröffnet. Anstaltsleiter wurde Max Hoffmann, der zugleich auch die Napola Rottweil leitete. Alle Versorgungseinrichtungen wie Gutshof, Großküche, Wäscherei oder Gärtnerei wurden von der Napola genutzt. Krankenzimmer wurden, soweit benötigt, zu Schulzimmern. Die Schüler wurden zunächst zu Sanierungs- und Umräumerarbeiten herangezogen. Das erste offizielle Schuljahr begann im Herbst 1941. Der Schulungsbetrieb war auf nie mehr als 125 Jungen ausgelegt. Die Napola Reichenau war spezialisiert auf die Marineausbildung. Auf eigenen Wunsch verließ im Oktober 1943 Hoffmann die Napola und wurde als Kriegsfreiwilliger mit einer Waffen-SS-Einheit an der Westfront eingesetzt. Zugführer Volz wurde zum provisorischen Leiter in Reichenau, die ab 1943 nicht mehr als Rottweiler Filiale, sondern als eigenständige Napola geführt wurde. Ein Teil der Gebäude des Psychiatriegeländes stand bis zur Nutzung durch drei Mädchenschulen leer. Erst in den letzten Wochen des Zweiten Weltkrieges wurden, wie auch an anderen Orten in öffentlichen Gebäuden, Lazarette eingerichtet. Am 26. April 1945 endete die Geschichte der Napola Reichenau durch die kampflose Übernahme, Besetzung und Auflösung seitens der Franzosen.

### Nachkriegszeit
Im Ostteil wurde ein französisches Militärkrankenhaus, in dem auch befreite französische KZ-Häftlinge behandelt wurden, und im Westteil ein Erholungsheim für französische Frauen und Kinder eingerichtet.
Am 1. Dezember 1949 wurde die Einrichtung als Psychiatrisches Landeskrankenhaus Reichenau (PLK) offiziell wiedereröffnet. Der vom französischen Sicherheitsdienst als entnazifiziert und „Gegner der Euthanasie“ eingestufte Kuhn übernahm die Klinikdirektion. Unter ihm trat dort 1950 Ferdinand Rechberg eine Stelle an. Nach dem Tod Kuhns im Jahr 1953 übernahm Rechberg trotz fachlicher und politischer Bedenken dessen Position. In dieser Zeit war Rechberg häufig mit der Aufgabe als Gutachter in Wiedergutmachungsfragen tätig. Da er auch noch nach dem Krieg von der Richtigkeit der Durchführung von Zwangssterilisationen überzeugt war, lehnte er entsprechend oft Entschädigungen ab. 
Zum 1. Januar 1996 wurde das Psychiatrische Landeskrankenhaus Reichenau in eine rechtsfähige Anstalt des öffentlichen Rechts mit dem gegenwärtigen Namen umgewandelt. Seit dem Jahr 2000 ist das Zentrum Akademisches Lehrkrankenhaus der Universität Konstanz.
Das Zentrum für Psychiatrie Reichenau zeigt sich heute als weitläufige Anlage mit 17 meist eineinhalb- oder zweieinhalbgeschossigen Gebäuden in parkähnlich durch Straßen durchzogenem Gelände.
2012 wurde in Waldshut in Nachbarschaft zu dem Krankenhaus Waldshut ein neues Psychiatrisches Behandlungszentrum eröffnet.

### Gedenken
Auf dem Klinikgelände erinnert heute vor dem Haus 20 ein Mahnmal an die Abtransporte und Morde an Patienten der damaligen Heil- und Pflegeanstalt. Die Inschrift lautet:

„508 PATIENTEN DER HEILANSTALT REICHENAU WURDEN 1940/41 IN DER ZEIT DES NATIONALSOZIALISMUS ERMORDET – DIES MAHNT UNS DAS LEBEN JEDES MENSCHEN ZU ACHTEN UND ZU SCHÜTZEN“

Das Mahnmal wurde 1988 von Alexander Gebauer, Konstanz, gestaltet. Es besteht aus mehreren wie Dominosteine umgefallenen grob ausgebrochenen Granitblöcken die in V-Form auslaufen. Es ragt teilweise auf die Straße hinaus, um darauf aufmerksam zu machen. Am spitzen Winkel des Vs befindet sich die Gedenktafel mit Inschrift.
Auf dem Hauptfriedhof Konstanz befindet sich ein weiteres Denkmal für die Euthanasieopfer mit 3 Stelen und hufeisenförmig angeordneten Bodenplatten.
Vom 16. Oktober 2014 bis zum 20. Mai 2015 stand das mobile Denkmal der grauen Busse beim Haus 1 (Verwaltungsgebäude) im Zentrum für Psychiatrie. Danach soll die frei gewordene Grundfläche des abtransportierten Mahnmals gepflastert werden – zur weiteren Erinnerung. Die Künstler Horst Hoheisel und Andreas Knitz, die das Mahnmal erschaffen haben, nennen das „Leere“  – in Anlehnung an die Voids, leere Räume im Jüdischen Museum Berlin.
Das Historische Museum des Zentrums für Psychiatrie Reichenau zeigt seit Juni 2015 die Dauerausstellung "Psychiatrie im Ersten Weltkrieg".

## Einrichtung
Das Zentrum besteht aus vier Fachkliniken, einer Forensischen Klinik, psychiatrischen Ambulanzen und einem Wohn- und Pflegeheim sowie einem Wiedereingliederungsheim.